# Cerium(III)chloride
Cerium(III)chloride is een ceriumzout van waterstofchloride, met als brutoformule CeCl3. De stof komt voor als een wit kristallijn poeder, dat goed oplosbaar is in water. Het komt ook voor als heptahydraat. Cerium(III)chloride is een nuttig reagens in de organische chemie.

## Synthese
Cerium(III)chloride (weliswaar als heptahydraat) kan worden bereid door reactie van metallisch cerium met waterstofchloride:
{\displaystyle \mathrm {2\ Ce\ +\ 6\ HCl\longrightarrow \ 2\ CeCl_{3}\ +\ 3\ H_{2}} }

### Synthese van het watervrij zout
Watervrij cerium(III)chloride kan bereid worden door het heptahydraat te ontdoen van het kristalwater. Het snel verhitten van de kristallen kan echter leiden tot hydrolyse tot onder meer ceriumoxychloride (CeOCl). Daarom wordt cerium(III)chloride zeer traag verwarmd tot 140 °C onder vacuüm. Een meer gesofisticeerde methode is het traag verhitten van cerium(III)chloride tot 400 °C, samen met 4 tot 6 equivalenten ammoniumchloride, eveneens onder hoog vacuüm. Dit leidt tot vorming van het zeer zuivere watervrije product.

## Toepassingen
Cerium(III)chloride wordt gebruikt als startverbinding bij de synthese van andere ceriumzouten, zoals het lewiszuur cerium(III)trifluormethaansulfonaat, dat aangewend wordt bij Friedel-Crafts-acyleringen. Cerium(III)chloride zelf kan ook voor dit doel worden ingezet.

### Luche-reductie
De Luche-reductie is de reductie van een alfa,bèta-onverzadigde carbonylverbinding tot een allylisch alcohol. Daartoe wordt cerium(III)chloride (als heptahydraat) gebruikt in combinatie van natriumboorhydride. Een voorbeeldsynthese is de omzetting van carvon tot het overeenkomstig alcohol:

### Organometaalreacties
Een andere belangrijke synthetische toepassing is bij de alkylering van ketonen. Wanneer enkel een organolithiumreagens zou gebruikt worden, bestaat de kans dat een significante hoeveelheid enolaat wordt gevormd. Er is tevens aangetoond dat organolithiumreagentia betere resultaten opleveren dan Grignard-reagentia.